# Francesca Serio
Francesca Serio (Galati Mamertino, 13 de agosto de 1903 - Sciara, 18 de julio de 1992) fue una activista italiana que se opuso a los estereotipos femeninos en su vida pública y privada. Tras el asesinato en 1955 de su hijo, el sindicalista socialista Salvatore Carnevale, fue la primera mujer en demandar a la mafia siciliana. Conocida como Mamma Carnevale, fue un símbolo de la lucha contra la mafia.

## Biografía
De origen campesino modesto, se casó con Giacomo Carnavale en 1921. Su marido se ausentaba a menudo y tras el nacimiento de Salvatore, su único hijo, ya no volvió. A fin de hacer frente a su manutención, ella buscó trabajo y, en 1924, abandonó Galati Mamertino para instalarse en Sciara con su bebé de cinco meses. Encontró trabajo de jornalera en una de las grandes propiedades agrícolas de la región, la de la familia Notarbartolo. Se dedicó a la recogida de aceitunas, guisantes y almendras, entre otras labores del campo.
A ojos de la sociedad, Francesca Serio estaba considerada como una madre soltera, condición mal vista por entonces en aquella región. Trabajó sin descanso para garantizar el bienestar y la educación a su hijo.

## Lucha contra la mafia
Su hijo Salvatore, un activo sindicalista en la lucha por mejorar las condiciones laborales y los salarios de los jornaleros, fue asesinado el 16 de mayo de 1955 en la región de Sciara por los "barones" mafiosos. Tenía 32 años y había sido muy molesto para los terratenientes por sus reivindicaciones por la reforma agraria y en favor de los derechos de los braceros, así como por liderar diversas ocupaciones de tierras desde 1951, en las que le acompañaba su madre. Asimismo, luchó por acabar con el sistema feudal que aún perduraba en la hacienda de la princesa Notarbartolo y por que se respetara por contrato la jornada de ocho horas, en lugar de las once diarias que efectivamente se venían realizando.
Tras el asesinato de su hijo, Francesca Serio decidió pelear para que se hiciera justicia. Denunció a cuatro sospechosos de la mafia local con nombres y apellidos, algo a lo que nunca nadie se había atrevido previamente por considerarse una temeridad. Además, acusó de pasividad cómplice a las fuerzas del orden y a la magistratura. Fue apoyada por una campaña del periódico del Partido Socialista Italiano, Avanti.
Se constituyó en parte civil y asistió a todas las audiencias del juicio, junto con sus abogados: Pio La Torre, Pietro Nenni, Palmiro Togliatti y un joven Sandro Pertini, futuro presidente de la República Italiana. El escritor Carlo Levi, conmovido por su valentía, la entrevistó y describió su tenacidad en el libro Le parole sono pietre (1955).
Fue el primer juicio en el que la acusación utilizó la palabra "mafia". En diciembre de 1961, los cuatro acusados fueron condenados a cadena perpetua. Según Francesca Serio, se había hecho justicia para su hijo y para todas las víctimas de la mafia. Pero el caso pasó a apelación, luego a la Corte Suprema de Casación y los imputados, defendidos por Giovanni Leone, otro futuro presidente de la República, fueron finalmente absueltos en febrero de 1965 por falta de pruebas. Para Francesca Serio, el sistema judicial asesinó a su hijo por segunda vez.
Fue un icono de la lucha antimafia durante muchos años y siguió guardando luto toda su vida. Francesca Serio murió en el olvido en 1992.